# Sliedrecht

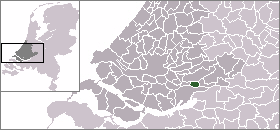
Sliedrechts läge

Sliedrecht är en kommun i provinsen Zuid-Holland i Nederländerna. Kommunens totala area är 14,00 km² (där 1,22 km² är vatten) och invånarantalet är på 23 837 invånare (2004).

## Sport
Volleybollklubben Sliedrecht Sport, som vunnit både nederländska mästerskapet och nederländska cupen åtskilliga gånger, har sitt säte i kommunen.